# 长圆微孔草
长圆微孔草（学名：Microula oblongifolia）是紫草科微孔草属的植物，是中国的特有植物。分布于中国大陆的云南等地，生长于海拔3,200米至3,400米的地区，常生于高山草地，目前尚未由人工引种栽培。
其种加词“oblongifolia”意为“长椭圆叶子的”。

## 异名
- Microula oblongifolia Hand.-Mazz. var. glabrescens W. T. Wang
- Microula oblongifolia var. oblongifolia